# 러시아계 아제르바이잔인
러시아계 아제르바이잔인(아제르바이잔어: Azərbaycanda ruslar; 러시아어: Русские в Азербайджане)은 아제르바이잔에서 두 번째로 큰 소수 민족이며, 남캅카스에서 가장 큰 러시아 공동체이기도 하다. 감소 추세이긴 하지만, 2009년 현재 여전히 119,300명의 인구가 살고 있다. 19세기 초 러시아인들이 도착한 이래로, 러시아인들은 특히 러시아 차르국과 소련 시대에, 특히 수도인 바쿠에서 모든 삶의 영역에서 중요한 역할을 해왔다.

## 인구
1999년 인구 조사에 따르면 러시아인은 바쿠 인구의 7%를 차지하며, 170만 명의 인구 중 약 12만 명이 러시아인이다. 이는 러시아인이 인구의 약 3분의 1을 차지했던 20세기 중반보다 현저히 낮은 수치다.

## 언어
아제르바이잔의 러시아인들은 러시아어를 모국어로 사용한다. 그러나 러시아 방언 바쿠는 아제르바이잔의 모든 민족을 가진 러시아어 화자의 특징인 음성학, 어휘, 운율 등에서 일련의 뚜렷한 특징을 드러낸다. 그들은 아제르바이잔어의 영향을 받은 것으로 여겨진다. 게다가, '종파' 러시아인의 후손들의 원래 남부 러시아어 방언은 문학적인 러시아어에서 사라진 고대 러시아어의 흔적이 아직도 많이 남아 있다.
아제르바이잔어의 강화에도 불구하고 러시아어는 여전히 바쿠의 모국어이다. 그 안에는 정기 간행물과 다른 문헌들이 인쇄되어 있다. 러시아어를 사용하는 작가들은 루치라는 단체에 의해 결속된다. 중앙아시아와 달리, 현대 아제르바이잔의 러시아인들은 러시아어와 국어를 2개 국어로 구사할 가능성이 높으며, 많은 사람들이 아제르바이잔어를 유창하게 구사한다.

## 종교
아제르바이잔의 러시아인 대다수는 동방 정교회의 신봉자이지만 소수의 사람들은 무신론자로 인식한다. 바쿠에 첫 번째 러시아 정교회는 1815년에 지어졌다. 1905년 바쿠와 아제르바이잔의 에파르치가 설립되었다. 세 개의 교회가 있는 바쿠 밖에는 간자와 하치마스에서 러시아 정교회가 기능한다. 공식적으로 등록된 몰로칸인 공동체는 바쿠, 숨가이트, 샤마흐에 있다.

## 저명한 인물
- 아나톨리 바니솁스키
- 니콜라이 바이바코프
- 가리 카스파로프
- 블라디미르 마코고노프
- 막심 메드베데프
- 마트비 스코벨레프
- 헤타크 가주모프
- 디미트리 나자로프
- 라디크 이사예프